# ایچیگو توکیمکی
ایچیگو توکیمکی (انگلیسی: Echigo Tokimeki) شرکت ترابری ریلی ژاپنی است، که در سال ۲۰۱۰ تأسیس شد.